# Synthecium rigidum
Synthecium rigidum är en nässeldjursart som beskrevs av John Fraser 1938. Synthecium rigidum ingår i släktet Synthecium och familjen Syntheciidae. Inga underarter finns listade i Catalogue of Life.